# Emmi Kalbitzer
Emmi Kalbitzer (* 17. Februar 1912 in Oberkirchen/Kreis Grafschaft Schaumburg; † 16. Dezember 1999 in Hamburg) war eine deutsche SPD-Politikerin. Sie gehörte dem Widerstand gegen den Nationalsozialismus an und war Abgeordnete der Hamburgischen Bürgerschaft.

## Leben
Emmi Volkmann, ausgebildete Kontoristin, war seit 1931 Mitglied des Internationalen Sozialistischen Kampfbundes (ISK), einer Absplitterung der SPD. Von ihrer Organisation wurde sie 1933 zur politischen Fortbildung nach Paris geschickt. Nach kurzer beruflicher Zwischenstation als Mitarbeiterin eines Journalisten fand sie eine Anstellung in einer vegetarischen Gaststätte, die konspirativen Aktionen gegen den Nationalsozialismus diente. Die Betreiber waren emigrierte Mitglieder des Kampfbundes. Emmi Volkmann bekam keine Arbeitsgenehmigung in Frankreich und wurde ausgewiesen.
In Hamburg arbeitete sie erneut in einer vegetarischen Gaststätte an der Börsenbrücke 4, die vom illegalen ISK betrieben wurde. Dort lernte sie ihren späteren Mann Hellmut Kalbitzer kennen. 1938 wurde sie wegen „Vorbereitung zum Hochverrat“ verhaftet und für zwei Jahre in das Frauengefängnis Barnimstraße in Berlin verbracht. Nach ihrer Entlassung 1940 heiratete sie Hellmut Kalbitzer und bekam drei Kinder. Das Ehepaar gehörte zu einer größeren Gruppe, die sich im Untergrund bemühte, Vorbereitungen für demokratische Strukturen in Deutschland nach Kriegsende zu treffen.
Der ISK wurde nach 1945 als Organisation nicht fortgeführt. Die meisten Mitglieder, darunter Emmi Kalbitzer, wechselten in die SPD. Neben verschiedenen Funktionen innerhalb der Partei gehörte Kalbitzer als Deputierte der Schulbehörde an. Von April 1965 bis 1970 saß sie als Abgeordnete in der Hamburgischen Bürgerschaft.
Emmi und Hellmut Kalbitzer wurden auf dem Blankeneser Friedhof beigesetzt, Grablage: Quartier K Nr. 106–107.